# Lypnea
Lypnea is een geslacht van kevers uit de familie bladkevers (Chrysomelidae).
De wetenschappelijke naam van het geslacht werd in 1876 gepubliceerd door Joseph Sugar Baly.

## Soorten
- Lypnea manipurensis Basu & Sen Gupta, 1982